# 1942 في الكويت
تحتوي هذه المقالة على أهم الأحداث التي شهدتها الكويت في 1942، إضافة إلى أهم الشخصيات الكويت التي وُلدت أو تُوفيت في هذه السنة.

## السياسة

### الحكم
- أمير الدولة: جابر الأحمد الصباح
- رئيس الوزراء وولي العهد: سعد العبد الله السالم الصباح

كانت الكويت في هذه الفترة تحت الحماية البريطانية، وكانت تخضع لاتفاقية الحماية مع بريطانيا التي وقعها الشيخ مبارك الصباح في عام 1899

## أحداث
- 8 فبراير1942 – افتتاح البنك البريطاني (الإمبراطوري الفارسي) في الكويت.[1]
- توقف الحفر بسبب الحرب العالمية الثانية كإجراء وقائي مؤقت.[2]
- اكتشاف الماء في العبدلي.[2]
- 23 مايو 1942 – غرق سفينة النوخذة بلال الصقر (بوم) أثناء عودتها من الهند، وعرفت الحادثة باسم «طبعة بلال الصقر».[3]

### تأسيسات
- شركة المزيني للصيرفة

## مواليد
- 5 يناير – جابر مبارك الحمد الصباح – رئيس مجلس الوزراء الكويتي الأسبق – توفي في 14 سبتمبر 2024.[4][5] ودفن في مقبرة الصليبيخات.[6]
- 22 مايو – سعاد محمد صباح المحمد الصباح – شاعرة وكاتبة وناقدة كويتية حاصلة على درجة الدكتوراه في الاقتصاد والعلوم السياسية، وهي المؤسسة «لدار سعاد الصباح للنشر والتوزيع» عام 1985. تجيد اللغتين الإنجليزية والفرنسية بالإضافة للغتها العربية الأم. كُرمت في العديد من الدول لإصداراتها الشعرية وإنجازاتها الأدبية ومقالاتها الاقتصادية والسياسية.[7]
- 5 يوليو – عبد الله عبد الرحمن عبد الله الطويل – سياسي واقتصادي كويتي – توفي في 21 أكتوبر 2024.[8]
- 11 أغسطس – علي البريكي – ممثل كويتي – توفي في 23 مايو 2017[9][10]
- 12 نوفمبر – جعفر المؤمن – ممثل كويتي – توفي في 4 يناير 2014.[11]
- 6 ديسمبر– أحمد راشد أحمد الهارون – سياسي كويتي ووزير التجارة والصناعة الكويتي السابق (2009 - 2011).– توفي في 27 يوليو 2020.[12]
- 1942 – محمد غانم الرميحي – كاتب ومفكر ومترجم كويتي، وأستاذ في علم الاجتماع في جامعة الكويت.[13] يكتب في صحيفة (الشرق الأوسط)،[14] وصدر له العديد من المؤلفات التي تُعنى بقضايا الاقتصاد والتنمية في الخليج العربي منها: (الخليج ليس نفطاً)،[15] وكتاب (قضايا خليجية).[16]
- 1942 – محمد عبد الرحمن الشارخ – رجل أعمال كويتي، مؤسس ورئيس مجلس إدارة شركة صخر لبرامج الحاسب عام 1982. – توفي في 6 مارس 2024.[17][18][19]
- 1942 – عيسى محمد إبراهيم المزيدي – نائب سابق في مجلس الأمة الكويتي ووزير كويتي سابق.
- 1942 – أحمد عبد العزيز الجار الله الحميد – إعلامي وصحفي كويتي ، والرئيس الفخري السابق لجمعية الصحافيين الكويتيين وعميد الصحافةالكويتية ومالك ورئيس تحرير صحيفة السياسة الكويتية وصحيفة عرب تايمز ومجلة الهدف الأسبوعية.
- 1942 – أمل وفيق جعفر – إعلامية ومُذيعة كويتية، وهي زوجة الإعلامي رضا الفيلي، وهي أول مُذيعة ناطقة باللغة الإنجليزية في الإذاعة الكويتية، وأول مذيعة التحقت بتلفزيون الكويت خلال البث التجريبي في العام 1961، اشتهرت بتقديم برنامج «مسرح الهواة». – توفيت في 12 يناير 2014.[20][21]
- 1942 – علي عبد الله الشملان – سياسي وأكاديمي كويتي ووزير التربية والتعليم العالي الكويتي السابق مُنذ عام 1988 حتى 1992.

## وفيات
- الشيخ علي الخليفة العبد الله الصباح ، (ولد في الكويت عام 1879 م)، قائد عسكري كويتي، وهو حفيد حاكم الكويت الخامس الشيخ عبد الله بن صباح الصباح الذي حكم الكويت ما بين الفترة (1866 - 1891م).